# Пітон Бронгерсма
Пітон Бронгерсма (Python brongersmai) — неотруйна змія з роду пітон родини пітони.

#### Інші назви
- «короткохвостий червоний пітон»,
- «малайзійський кривавий пітон»,
- «суматранський кривавий пітон».

## Опис

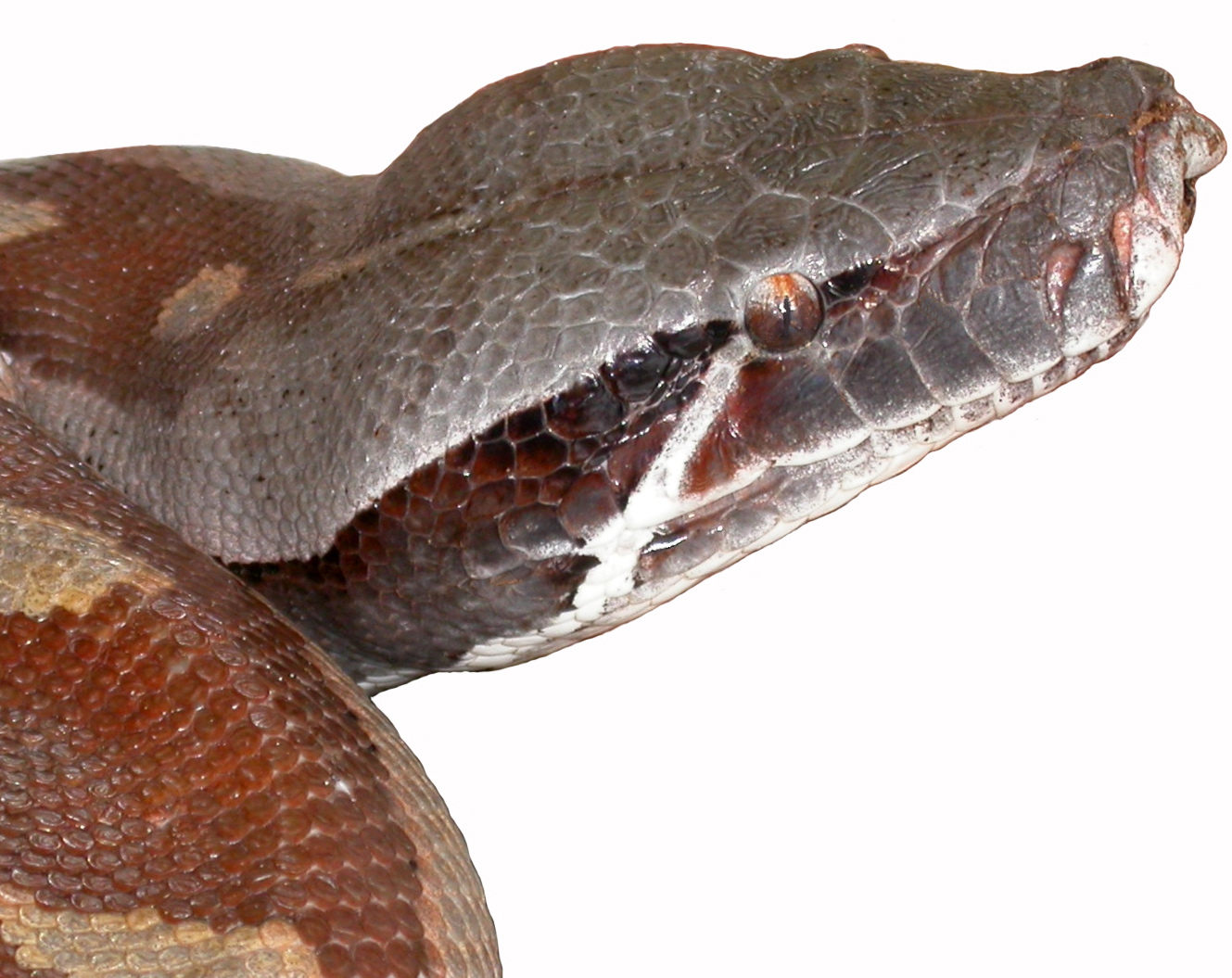
Голова зблизька

Загальна довжина коливається від 1,5 до 2,6 м. Тулуб товстий, масивний, великі самиці можуть важити до 22 кг. Забарвлення голови може коливатися від яскраво червоного до засмагло-жовтою, з помаранчевими або жовтими мітками або смугами. Однак забарвлення голови буває й темним з сірими плямами з боків. Тулуб темний, сірий, палевий або коричневий, але буває і яскраво-червоний, за що цих пітонів іноді називають «кривавими». На тілі помітний малюнок зі світлих і темних смуг та неправильної форми плям.

## Спосіб життя
Полюбляє гірські та долинні дощові ліси та плантації. Зустрічається на висоті до 2000 м над рівнем моря. Харчується дрібними ссавцями й птахами.
Це яйцекладна змія. Самиця відкладає від 4 до 28 яєць. Через 75 днів з'являються молоді пітони.
Тривалість життя до 27 років.

## Розповсюдження
Мешкає у Таїланді, В'єтнамі, на заході Малайзії та в Індонезії — на островах Суматра, Банке і Белітунг.